# Pavelló Mies van der Rohe
El Pavelló Mies van der Rohe (conegut internacionalment com a Pavelló de Barcelona) és un edifici de l'Exposició Internacional de 1929 a la muntanya de Montjuïc, catalogat com a bé cultural d'interès nacional. Projectat per Mies van der Rohe i Lilly Reich, és considerat com l'inici de l'arquitectura moderna del segle xx, i ha estat estudiat i interpretat exhaustivament, alhora que ha inspirat l'obra de diverses generacions d'arquitectes. Destruït a la cloenda de l'Exposició, va ser reconstruït el 1986 al mateix emplaçament, utilitzant en la mesura del possible els mateixos materials i tècniques que l’original. És moblat amb la sèrie de la cadira Barcelona, dissenyada pel mateix Mies, i un dels patis conté una reproducció en bronze de l'escultura Alba de Georg Kolbe.

## Història i descripció
Fou encarregat el 1928 per República de Weimar a l'estudi d'arquitectura de Mies van der Rohe i Lilly Reich, després de la seva reeixida gestió de l'exposició del Werkbund a Stuttgart de 1927. No obstant això, els arquitectes van tenir serioses limitacions de temps -van haver de dissenyar-lo en menys d'un any- i també van fer front a condicions econòmiques incertes. En el transcurs dels anys següents a la Primera Guerra Mundial, Alemanya havia començat a canviar, i l'economia es recuperava després del Pla Dawes de 1924, així que el pavelló de Barcelona se suposava que representava la nova Alemanya: democràtica, culturalment progressista, pròspera i pacifista, un autoretrat a través de l'arquitectura. El promotor de l'obra, Georg von Schnitzler, va dir que hauria de donar «veu a l'esperit d'una nova era». Aquest concepte es va veure reflectit amb la realització de la planta lliure i la sala flotant.
La resposta de Mies i Reich a la proposta de von Schnitzler fou radical. Després de rebutjar el lloc original, potser per evitar de trencar visualment la proposta historicista i eclèctica dels grans palaus oficials que s'hi van construir, estigueren d'acord de situar-lo en un lloc tranquil, al costat estret d'un ample eix diagonal, que ofereix punts de vista i una ruta que condueix a un dels principals atractius de l'Exposició, el Poble Espanyol. El pavelló havia de mostrar només l'estructura -i no exhibicions comercials-, una sola escultura i els mobles dissenyats a propòsit (la Cadira Barcelona feta de pell i perfil metàl·lic que, amb el temps, va esdevenir una icona del disseny modern. N'és una bona mostra el fet que el model de la cadira Barcelona encara es produeix i comercialitza actualment). Aquesta falta d'ús pràctic va permetre als arquitectes tractar el pavelló com un espai continu, confonent l'exterior i l'interior. El disseny es basava en una distinció absoluta entre l'estructura i el recinte -una malla regular de columnes en creu d'acer intercalades amb plans separats lliurement-. Tanmateix, l'estructura era més d'un estil híbrid, ja que alguns d'aquests plans també van actuar com a suports.
La planta és molt senzilla: tot l'edifici descansa sobre un basament de travertí, i un recinte en forma d'«U», del mateix material, ajuda a formar un servei annex i un estany d'aigua de grans dimensions. Les lloses del terra es projecten fora i sobre la piscina -una vegada més la connexió de l'exterior amb l'interior. Un altre mur en forma d'«U» en el costat oposat també forma un estany d'aigua més petit, aquí és on s'ubica l'estàtua de Georg Kolbe. Les plaques del sostre, relativament petites, estan recolzades per les columnes cruciformes cromades, tot això produeix l'efecte d'un sostre suspès. Robin Evans va dir que les columnes de reflectors semblen estar lluitant per mantenir el pla flotant de la coberta cap avall, i no suportant el seu pes.
Mies i Reich volien que aquest edifici es convertís en una zona ideal de tranquil·litat per al visitant cansat, que havien de ser convidats al pavelló en el camí cap a la següent atracció. Com que el pavelló no tenia un espai d'exposició en realitat, l'edifici es convertiria en l'exposició en si mateix. El pavelló va ser dissenyat per a bloquejar qualsevol pas pel lloc, més aviat, hauria de passar a través l'edifici. Els visitants entrarien per pujar uns quants graons, a causa del lloc lleugerament inclinat i el deixaria a nivell del sòl ja en la direcció del Poble Espanyol. Els visitants no estaven condicionats a ser conduïts en una línia recta a través de l'edifici, sinó a prendre canvis de continus de direcció. Les parets no només van crear l'espai, sinó que també dirigien els moviments del visitant. Això es va aconseguir mitjançant que les superfícies de les parets estiguessin desplaçades les unes respecte a les altres i a la creació d'un espai que va esdevenir més estret o més ampli.
Una altra característica única  és l'ús de materials exòtics que Mies decidí utilitzar. Plaques de materials petris d'alta qualitat com travertí romà, marbre verd dels Alps, marbre verd antic de Grècia i ònix daurat de l'Atles, així com vidres tintats de color gris, verd, blanc, i vidre translúcid, que actuen exclusivament com divisors espacials. L'originalitat de Mies van der Rohe en l'ús dels materials, no rau en la seva novetat sinó en l'ideal de modernitat que expressaven a través del rigor de la seva geometria, de la precisió de les peces i de la claredat del muntatge. Entre els crítics catalans que més van entendre el plantejament de l'edifici es troba l'arquitecte Nicolau Maria Rubió i Tudurí, l'article del qual, publicat a Cahiers d'Art, continua essent un text de referència per a l'estudi del Pavelló.
Un cop acabada la clausura de l'Exposició, el Pavelló va ser desmuntat el 1930. Amb el temps va esdevenir un referent clau, tant en la trajectòria de Mies van der Rohe com per al conjunt de l'arquitectura del segle xx. La significació i el reconeixement del Pavelló van fer pensar en la seva possible reconstrucció. El 1980, com a Delegat d'Urbanisme de l'Ajuntament de Barcelona, Oriol Bohigas va impulsar aquesta iniciativa, i Ignasi de Solà-Morales, Cristian Cirici i Fernando Ramos van ser els arquitectes designats per a la investigació, el disseny i la direcció de la reconstrucció del Pavelló. Finalment l'edifici es va reconstruir de manera permanent en el seu emplaçament original entre 1983 i 1986.

### Escultura
El pavelló no només va ser un pioner de les noves formes de construcció, amb un nou concepte de disciplina, d'entendre l'espai, sinó també per a la modelització de noves oportunitats per a una associació d'art lliure i l'arquitectura. Mies i Reich van col·locar l'escultura de Georg Kolbe Alba a l'estany petit, deixant el més gran encara més buit. L'escultura també es vincula amb els materials altament reflectants que van ser triats, situada en un lloc estratègic on els efectes òptics tenen major potència, de manera que l'edifici ofereix múltiples punts de vista  de l'escultura, donant la sensació que es multiplica en l'espai i contrastant les seves línies corbes amb la puresa geomètrica.

## Galeria

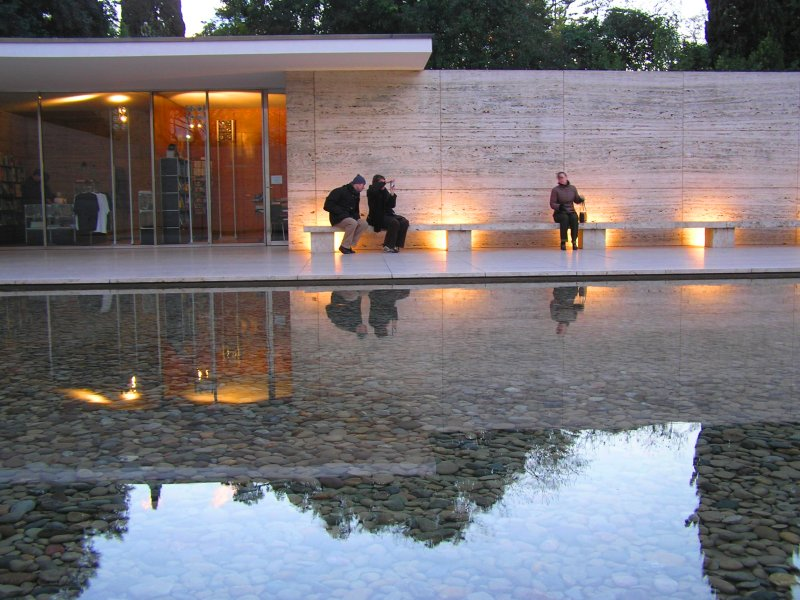
Entrada principal i estany
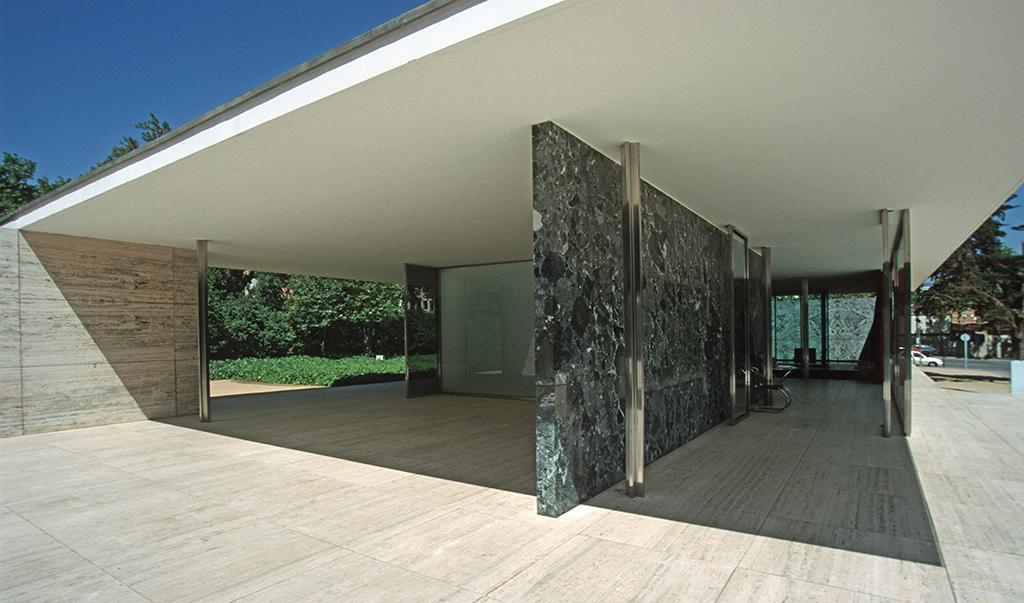
Paret de marbre verd
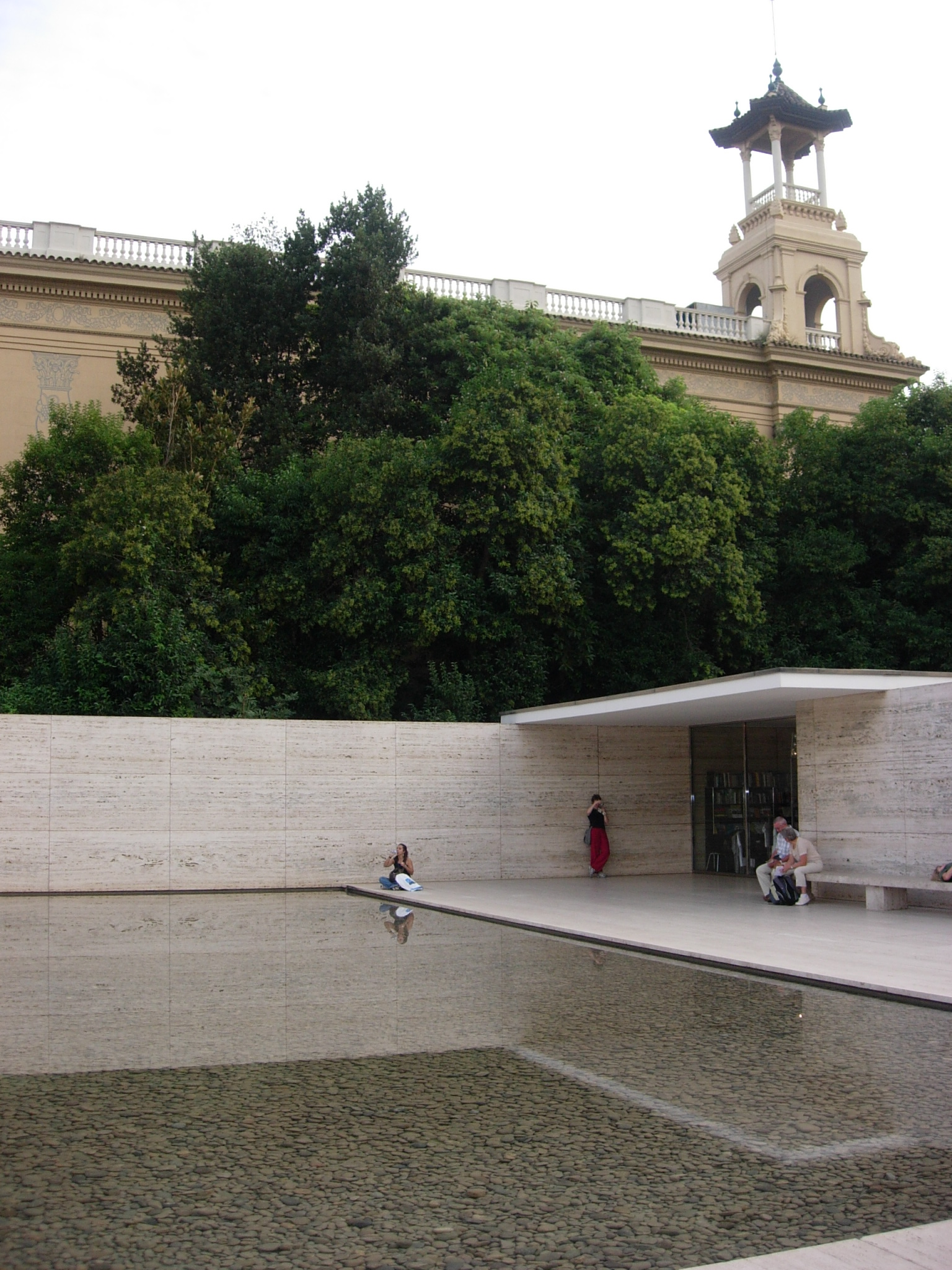
Llosa en voladís reflectint-se sobre l'aigua
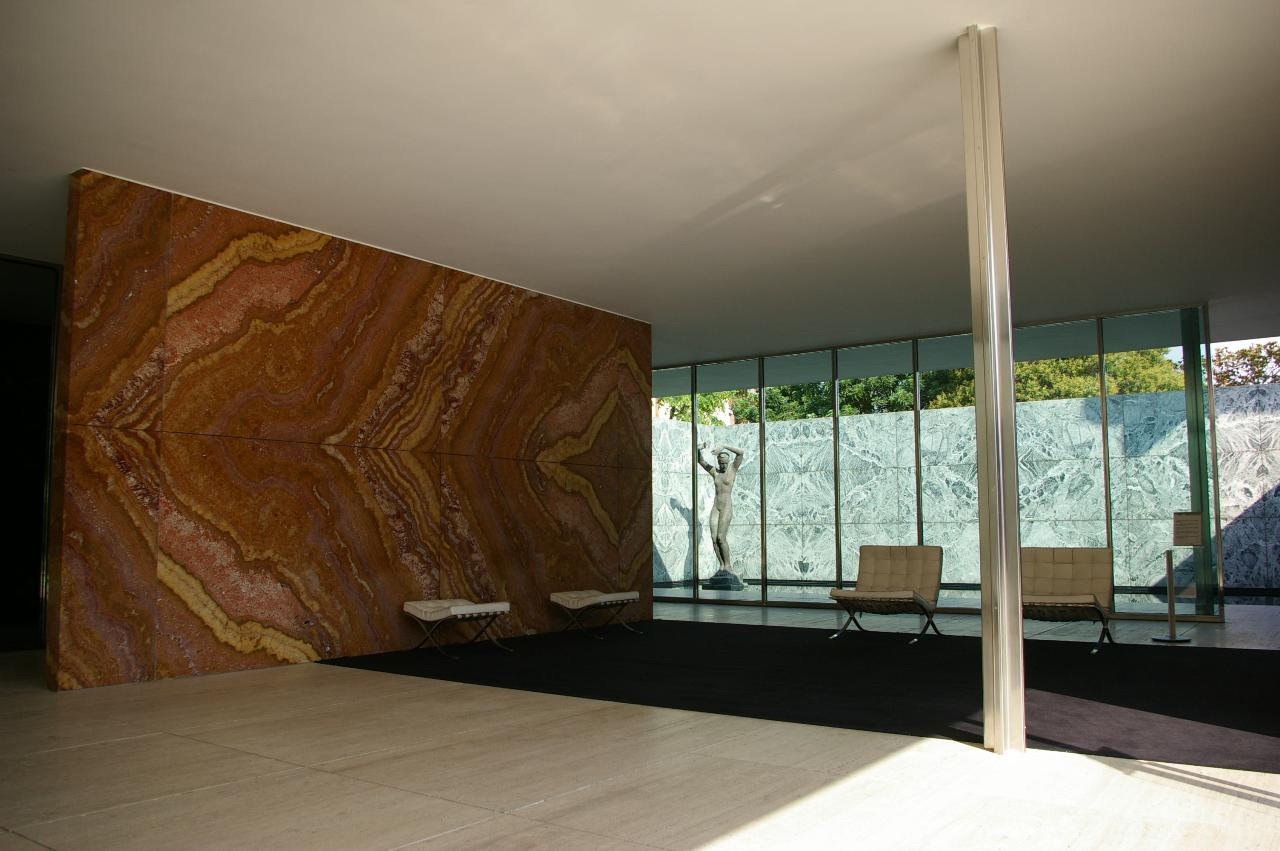
Una de les columnes d'acer i paret d'ònix
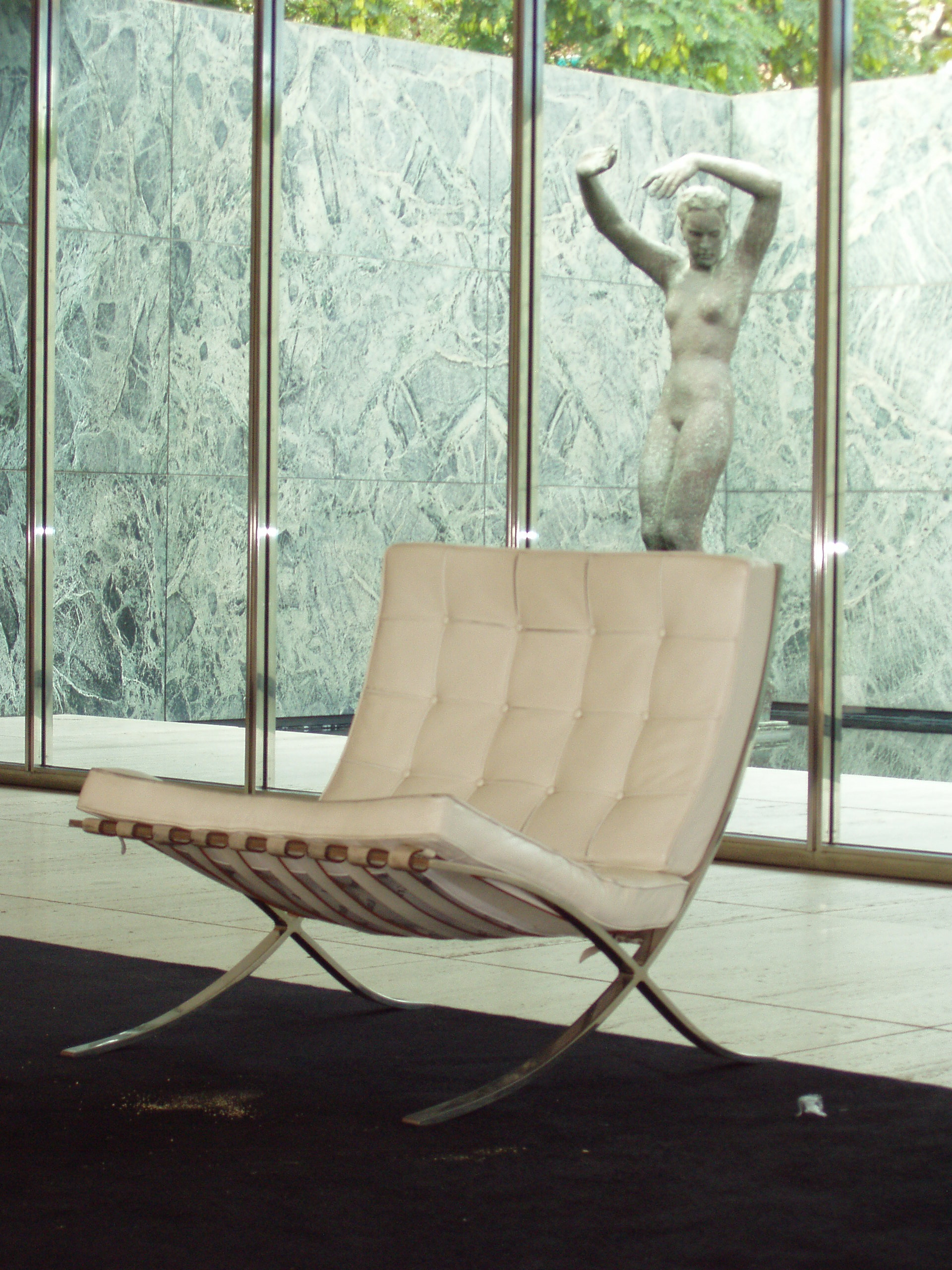
Cadira Barcelona
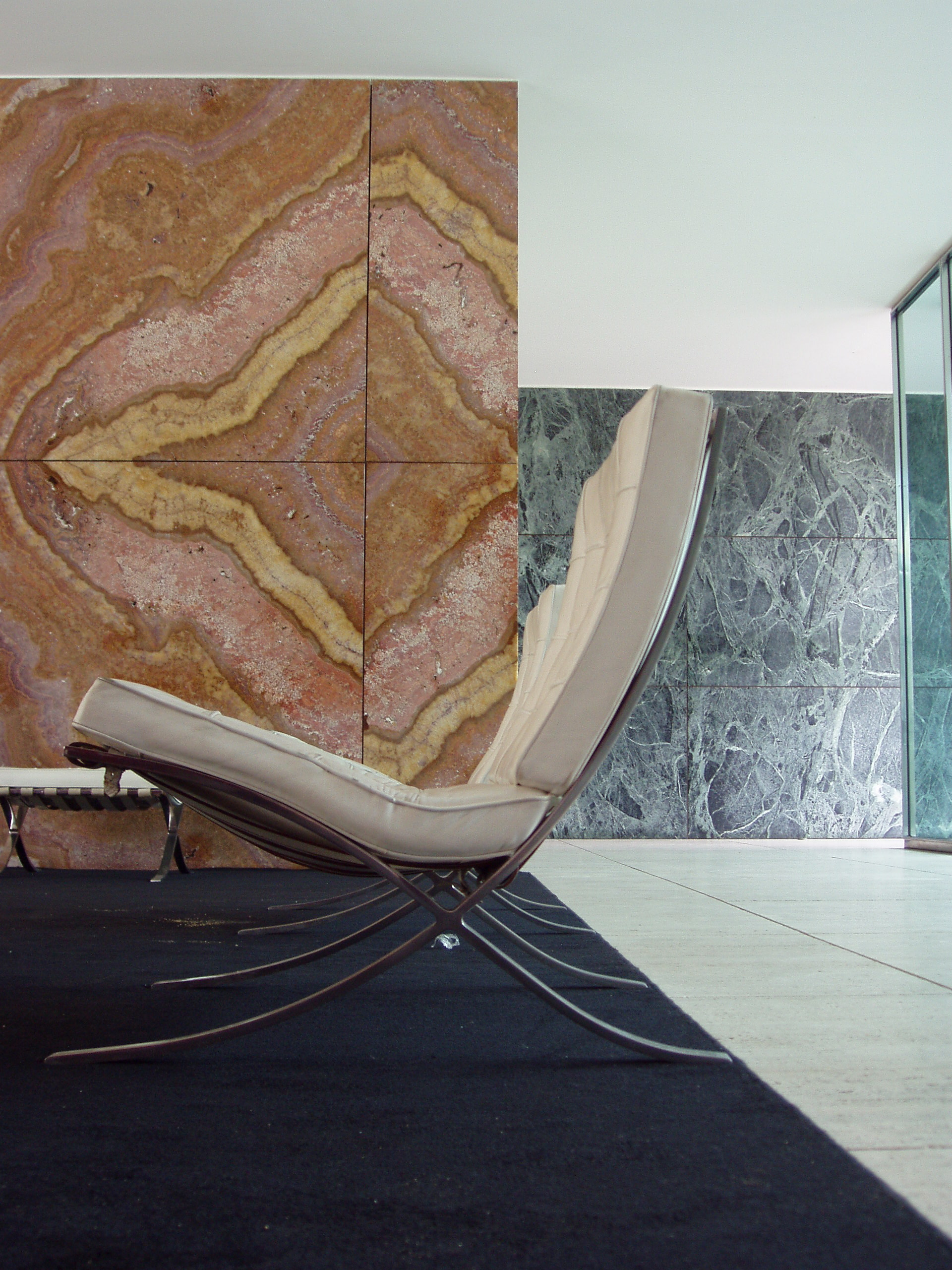
La cadira Barcelona i els materials de les parets
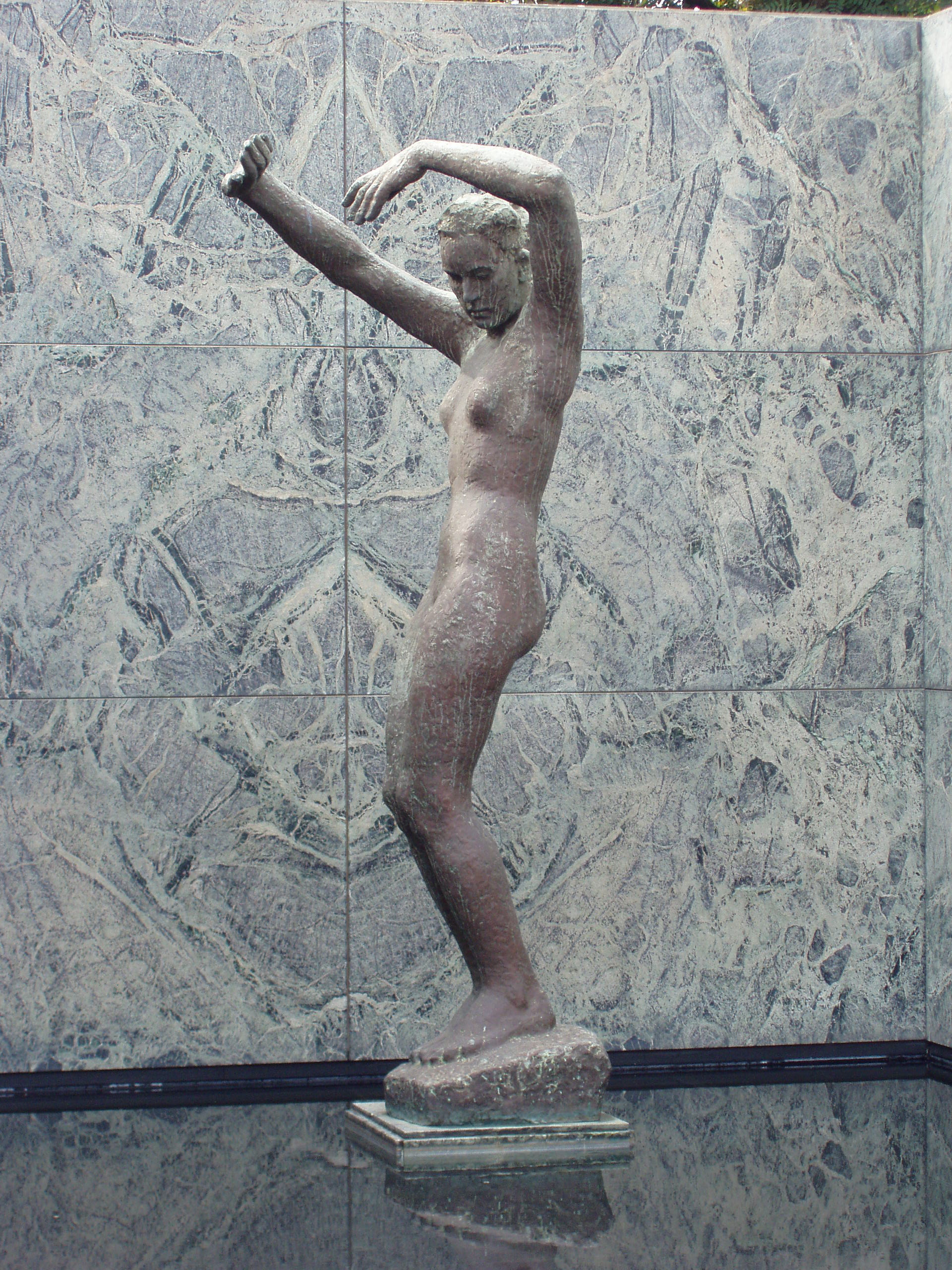
Alba de Georg Kolbe